# Radovan Sloboda

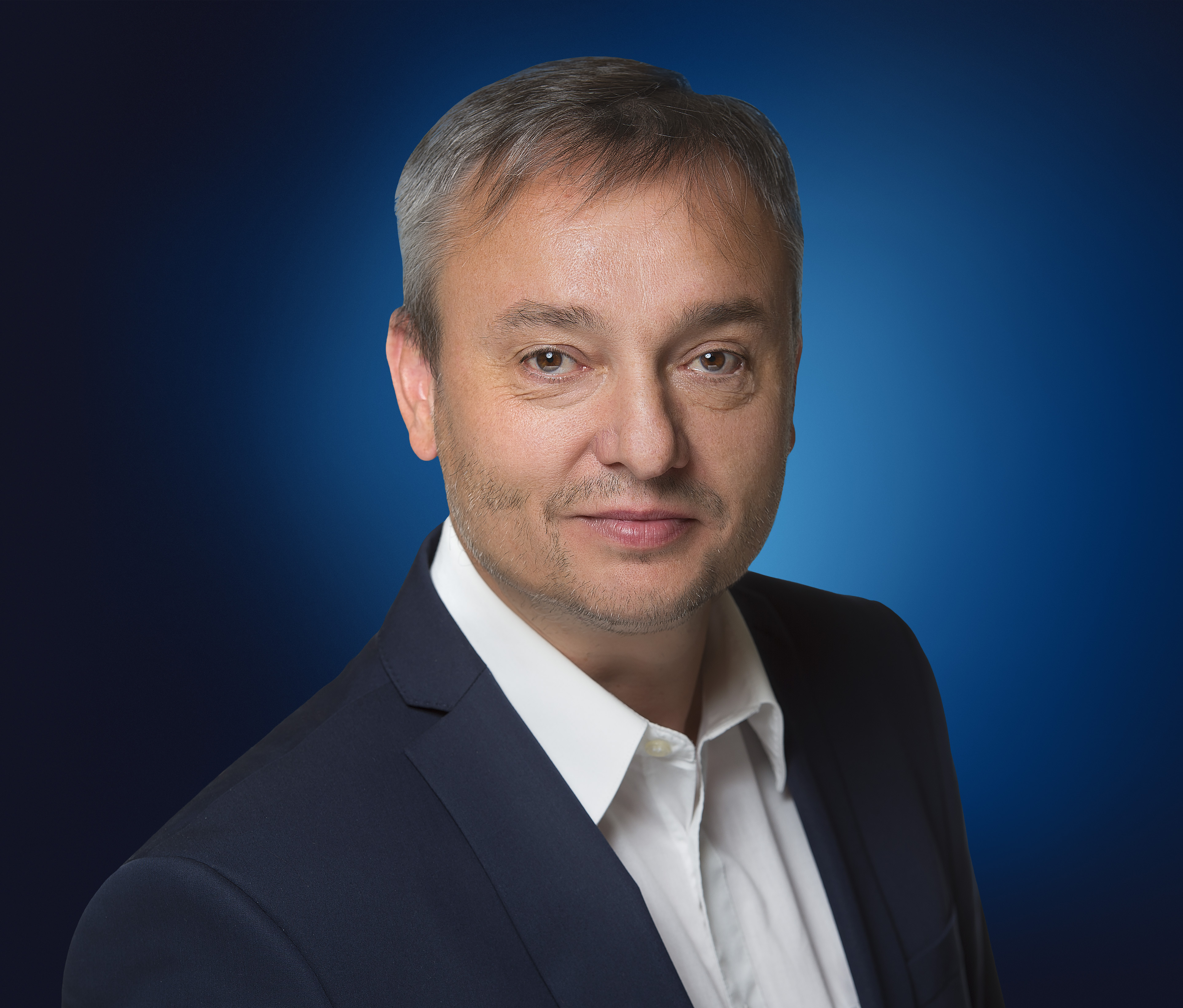
Radovan Sloboda, 2017

Radovan Sloboda (* 27. Mai 1966 in Banská Bystrica) ist ein slowakischer Politiker, Unternehmer und Sportmanager. Seit 2020 ist er Mitglied des Nationalrats der Slowakischen Republik für die politische Partei Sloboda a Solidarita (Freiheit und Solidarität).

## Leben und Wirken
Radovan Sloboda wurde in Teplice geboren. Er studierte Verkehrsökonomie an der Wirtschaftsuniversität in Prag. Nach seinem Universitätsabschluss blieb er in Prag tätig. Später kehrte er in die Slowakei zurück und gründete ein Unternehmen. Er ist seit 1999 aktiv im Bereich Sport tätig und vertritt die Sportbewegung im Nationalrat der Slowakischen Republik. Er ist außerdem Mitglied des Rates des Slowakischen Tennisverbandes und Vorsitzender des Tennisclubs TC Baseline Banská Bystrica.
Radovan Sloboda wurde bei den Parlamentswahlen 2020 für die Partei Sloboda a Solidarita (Freiheit und Solidarität) vom 19. Platz zum Mitglied des Nationalrats der Slowakischen Republik gewählt. Insgesamt erhielt er 1.863 Vorzugsstimmen. Er ist stellvertretender Vorsitzender des Ausschusses für Bildung, Wissenschaft, Jugend und Sport im Nationalrat und Mitglied des SIS-Überwachungsausschusses.

## Auszeichnungen
Radovan Sloboda erhielt mehrere Auszeichnungen für seine langjährige Arbeit für den slowakischen Sport. Als nicht spielender Kapitän ist er Inhaber von drei Extra-League-Medaillen. Für seinen Beitrag zur Entwicklung des Sports gewann er zweimal den Preis „Sportmannschaft der Stadt Banská Bystrica“. Er ist Inhaber der Gedenkmedaille des STZ (Slowakischer Tennisverband) für Langzeitarbeit im slowakischen Tennisverband.